# 샬럿구

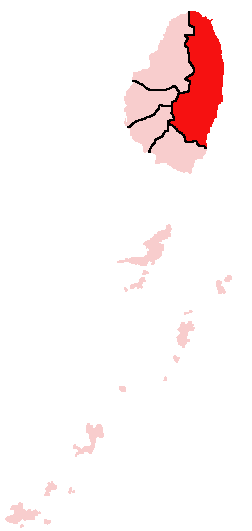
샬럿구의 위치

샬럿구(영어: Charlotte Parish)는 세인트빈센트 그레나딘의 구로 행정 중심지는 조지타운이며 면적은 149km2, 인구는 38,000명(2000년 기준)이다. 세인트빈센트섬에 위치한다. 세인트빈센트 그레나딘에서 면적이 가장 큰 구이다.